# Javorina (Góry Lewockie)
Javorina — szczyt górski w Górach Lewockich we wschodniej Słowacji. 1225 m n.p.m. Zalesiony. Szlaków turystycznych brak - szczyt leży w obrębie poligonu wojskowego Javorina. 